# Laparade
Laparade település Franciaországban, Lot-et-Garonne megyében. Lakosainak száma 395 fő (2022. január 1.). Laparade Brugnac, Castelmoron-sur-Lot, Clairac, Grateloup-Saint-Gayrand és Lafitte-sur-Lot községekkel határos.

## Népesség
A település népességének változása:
| Lakosok száma | 447  | 497  | 526  | 454  | 427  | 386  | 370  | 383  | 389  | 395  |
|               | 1968 | 1982 | 1990 | 2006 | 2013 | 2015 | 2017 | 2019 | 2020 | 2022 |